# Songs for Madagascar
Pour plus de détails, voir Fiche technique et Distribution.
Songs for Madagascar est un documentaire franco-malgache réalisé par Cesar Paes, sorti en 2016.

## Synopsis
Les musiciens du groupe Madagascar All Stars, les six plus grands noms de la musique malgache, tous habitués aux scènes internationales, s'unissent et créent ensemble « un son » pour Madagascar. Ils se mobilisent pour défendre les ressources naturelles de leur île natale. Filmé à une caméra et sans commentaire, le film les accompagne dans l’intimité de la création, au plus proche de la musique en train de se faire.

## Fiche technique
- Titre : Songs for Madagascar
- Réalisateur et scénariste : Cesar Paes
- Musique : Madagascar All Stars (Dama de Mahaleo, Erick Manana, Jaojoby, Justin Vali, Régis Gizavo, Olombelona Ricky)
- Image : Cesar Paes
- Montage : Cesar Paes
- Son : Gabriel Mathé
- Producteur délégué : Marie-Clémence Paes - Laterit Productions
- Pays d'origine :   France,  Madagascar
- Durée : 88 minutes
- Date de sortie initiale : 29 novembre 2016
- Date de sortie française : 21 juin 2017

## Réception
- « Il y a dans ce film comme une nécessité : chercher ensemble la beauté »... « La continuité est évidence » avec le précédent documentaire musical de Cesar Paes, Mahaleo, coréalisé avec Raymond Rajaonarivelo en 2005 », selon Olivier Barlet d'Africultures[1].
- « Magnifique... poétique, sociétal, musical » pour Xavier Leherpeur, enthousiaste, dans sa chronique ciné sur France Culture[2].
- Pour Léo Pajon de Jeune Afrique, « Songs for Madagascar tente d’appliquer les mêmes recettes » que Buena Vista Social Club ou Benda Bilili! »... « mais sans commentaire, sans véritable fil rouge (sinon celui très lâche de la protection de la nature prônée par les musiciens), on décroche souvent[3]. »
- Dans Le Monde, Thomas Sotinel en fait lui aussi une critique mitigée, il regrette un « manque de spontanéité[4] ».